# فرودگاه بین‌المللی فیربنکس
فرودگاه بین‌المللی فیربنکس (به انگلیسی: Fairbanks International Airport) یک فرودگاه همگانی بهره‌برداری هوایی با کد یاتا FAI است که یک باند فرود آسفالت دارد و طول باند آن ۳۵۹۷ متر است. این فرودگاه در شهر فیربنکس کشور ایالات متحده آمریکا قرار دارد و در ارتفاع ۱۳۲ متری از سطح دریا واقع شده است.

## شرکت‌های هواپیمایی و مقصدهای پروازی

### مسافری
| شرکت‌های هواپیمایی                          | مقصدهای پروازی |
| ------------------------------------------ | --- |
| 40-Mile Air                                | دلتا جانکشن، Healy Lake، توک جانکشن |
| Air North                                  | فصلی: دوسن سیتی، اولد کرو |
| آلاسکا ایرلاینز                            | تد استیونز انکوریج، وایلی پست-ویل راجرز مموری-ال، دادهورس، جونو، سیاتل-تاکوما                                                                                        |
| آلاسکا ایرلاینز اجرا توسط هوریزن ایر       | تد استیونز انکوریج، دادهورس |
| کوندور فلوگدینست                           | فصلی: فرانکفورت |
| دلتا ایرلاینز                              | سیاتل-تاکوما فصلی: مینیاپولیس−سنت پل |
| دلتا کانکشن                                | فصلی: سیاتل-تاکوما |
| اورتس ایر                                  | ایگل، ایندین ماونتین ال‌آرآراس، مانلی هات اسپرینگز، مینتو آل رایت، رامپارت                                                                                            |
| راون آلاسکا اجرا توسط راون آلاسکا          | تد استیونز انکوریج، دادهورس |
| راون آلاسکا اجرا توسط هیگلند اوییشن سرویسز | فورت یوکان، ادوارد جی. پیتکا سینیور، بارتر آیلند لرس |
| یونایتد ایرلاینز                           | فصلی: اوهر شیکاگو |
| واربلوز ایر ونتورس                         | اناکتوووک پس، سگ آبی، بتلز، سنترال، سیرکل سیتی، چالکییتسیک، کولدفوت، فورت یوکان، مانلی هات اسپرینگز، مینتو آل رایت، رامپارت، روستایی استیونس، یادبود رالف ام. کالهون |
| رایت ایر سرویس                             | آلاکاکت، اناکتوووک پس، بتلز، بیرچ کریک، فورت یوکان، ادوارد جی. پیتکا سینیور، هیوز، نولاتو، روبی، یادبود رالف ام. کالهون فصلی: آرکتیک ویلیج                           |

### باری
| شرکت‌های هواپیمایی                | مقصدهای پروازی     |
| -------------------------------- | ------------------ |
| Antonov Airlines                 | اینچئون            |
| دی‌اچ‌ال اوییشن اجرا توسط اطلس ایر | لس‌آنجلس            |
| Empire Airlines                  | تد استیونز انکوریج |
| راون آلاسکا                      | تد استیونز انکوریج |

### Statistics
| Carrier         | Passengers (arriving and departing) |
| --------------- | ----------------------------------- |
| آلاسکا ایرلاینز | ۴۶۶,۰۰۰(45.08%)                     |
| هوریزن ایر      | ۳۱۴,۰۰۰(30.41%)                     |
| دلتا ایرلاینز   | ۹۳,۳۵۰(9.04%)                       |
| راون آلاسکا     | ۴۰,۵۴۰(3.92%)                       |
| رایت ایر سرویس  | ۳۷,۵۰۰(3.63%)                       |
| other           | ۸۱,۷۸۰(7.92%)                       |

| Rank | City                 | Airport                 | Passengers |
| ---- | -------------------- | ----------------------- | ---------- |
| 1    | سیاتل، واشینگتن      | سیاتل-تاکوما            | 238,020    |
| 2    | انکوریج              | تد استیونز انکوریج      | 214,090    |
| 3    | مینیاپولیس           | مینیاپولیس−سنت پل       | 17,860     |
| 4    | شیکاگو               | اوهر شیکاگو             | 9,120      |
| 5    | گالینا، آلاسکا       | ادوارد جی. پیتکا سینیور | 6,850      |
| 6    | فورت یوکان، آلاسکا   | فورت یوکان              | 5,560      |
| 7    | Deadhorse, AK        | دادهورس                 | 3,500      |
| 8    | آناکتوووک پس، آلاسکا | اناکتوووک پس            | 3,280      |
| 9    | جونو، آلاسکا         | جونو                    | 2,720      |
| 10   | تانانا، آلاسکا       | یادبود رالف ام. کالهون  | 2,670      |